# Landigou
Landigou ist eine französische Gemeinde mit 432 Einwohnern (Stand 1. Januar 2022) im Département Orne in der Region Normandie (vor 2016 Basse-Normandie). Die Gemeinde gehört zum Arrondissement Argentan und zum Kanton Flers-2 (bis 2015 Flers-Sud). Die Einwohner werden Landigulfiens genannt.

## Geografie
Landigou liegt etwa 53 Kilometer südsüdwestlich von Caen. Umgeben wird Landigou von den Nachbargemeinden Athis-de-l’Orne im Norden, Durcet im Osten, Bellou-en-Houlme im Südosten, Échalou im Süden, Messei im Südwesten sowie La Selle-la-Forge im Westen.

## Bevölkerungsentwicklung
| Jahr                      | 1962 | 1968 | 1975 | 1982 | 1990 | 1999 | 2006 | 2011 | 2016 |
| Einwohner                 | 265  | 256  | 260  | 338  | 443  | 439  | 479  | 480  | 431  |
| Quelle: Cassini und INSEE |      |      |      |      |      |      |      |      |      |

## Sehenswürdigkeiten
- Kirche Saint-Pierre aus dem 19. Jahrhundert

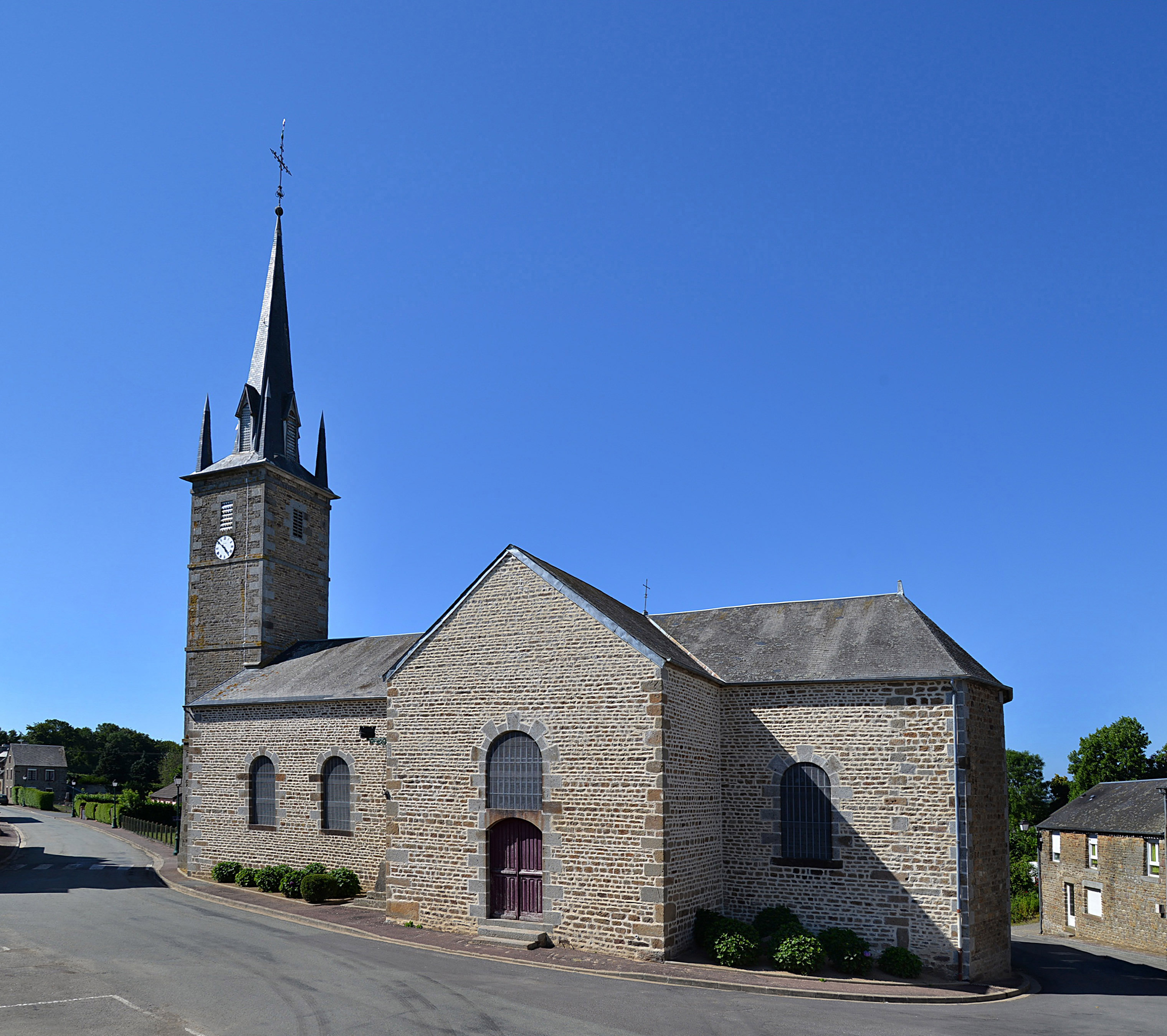
Kirche Saint-Pierre